# 砂之謎
《砂之謎》（法語：Sous le sable，發音：[su lə sɑbl]）是2000年由法蘭索瓦·歐容编导的法国劇情片。這部電影獲得了三項凯撒电影奖提名，並獲评论界好評。本片由夏綠蒂·蘭普琳和布魯諾·克雷默主演。

## 演员
- 夏綠蒂·蘭普琳 饰 玛丽·德里永
- 布魯諾·克雷默（法语：Bruno Cremer） 饰 让·德里永
- 賈克·諾勒（法语：Jacques Nolot） 饰 樊尚
- 亞莉珊德拉·史都華（法语：Alexandra Stewart） 饰 阿曼达
- 皮埃爾·維尼爾（法语：Pierre Vernier (acteur)） 饰 热拉尔
- 安德丽·坦茜（法语：Andrée Tainsy） 饰 苏珊

## 剧情
瑪麗是巴黎一所大學的英语老师。她與让結婚，幸福地生活了25年。让在朗德省有一所房子。某天，玛丽和让去那里度假，在海灘上，让说要去游泳，玛丽则晒着日光浴，後來睡著了。玛丽醒来后，发现让一直都没有回來。沒有任何事故的目擊者，也找不到他的屍體；他可能自殺了，也可能发生事故淹死了。瑪麗不接受他的死，回到巴黎後，她一直幻想着看到了让。
瑪麗開始了一段婚外情，儘管她一直不愿意接受丈夫的死訊，但她终于还是接到了朗德省警方的電話，稱在漁網中發現了一具屍體。她的朋友們擔心她的心理健康。瑪麗的情人向她提供幫助時，她說他比不上让，拒絕了他。在拜訪住在療養院的让的母親時，瑪麗告訴她让可能是自殺的。瑪麗的婆婆拒絕了這一點，並說他可能是因為厭倦了瑪麗而離開了瑪麗，而且她說瑪麗不能給他孩子。最後，瑪麗去朗德省见警察，被告知让可能在暗流中淹死了。然而，這具屍體在水下呆了很長時間，已經腐爛，不太容易辨認。基因检测顯示尸体與让的母親有90%的關係，而且牙科記錄似乎也是一致的。玛丽堅持要看屍體，看到后反應驚恐。警察還發現了一塊手錶，但玛丽否認手表是让的。玛丽又回到让消失的海灘，在遠處看到一个男人的身影並向他跑去。

## 制作

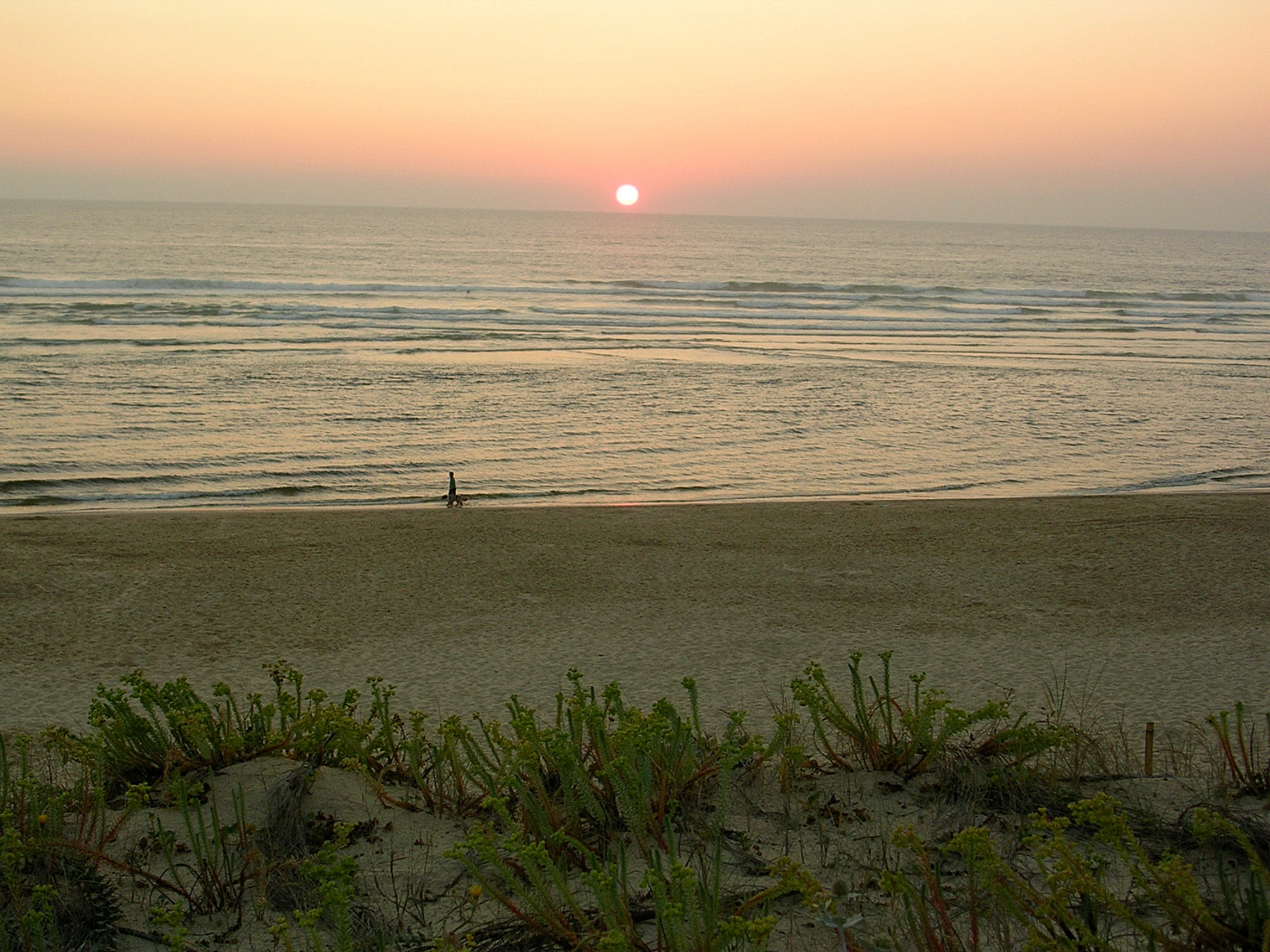
米米藏风景

這部電影在巴黎和朗德省拍攝，包括利特和米克斯、米米藏海灘和博恩地区圣于连等地。

## 奖项
《砂之謎》或2002年凱薩獎最佳影片獎提名。歐容和蘭普琳分获凱薩獎最佳導演和最佳女主角獎提名。

## 反响
在汇总媒体网站爛番茄上，根據73则影評，這部電影的評分為93%，平均評分為7.5/10。
瑞典電影製片人英格玛·伯格曼很欣賞《砂之謎》，聲稱他看了好幾遍這部電影。